# اسکات کلیفتون

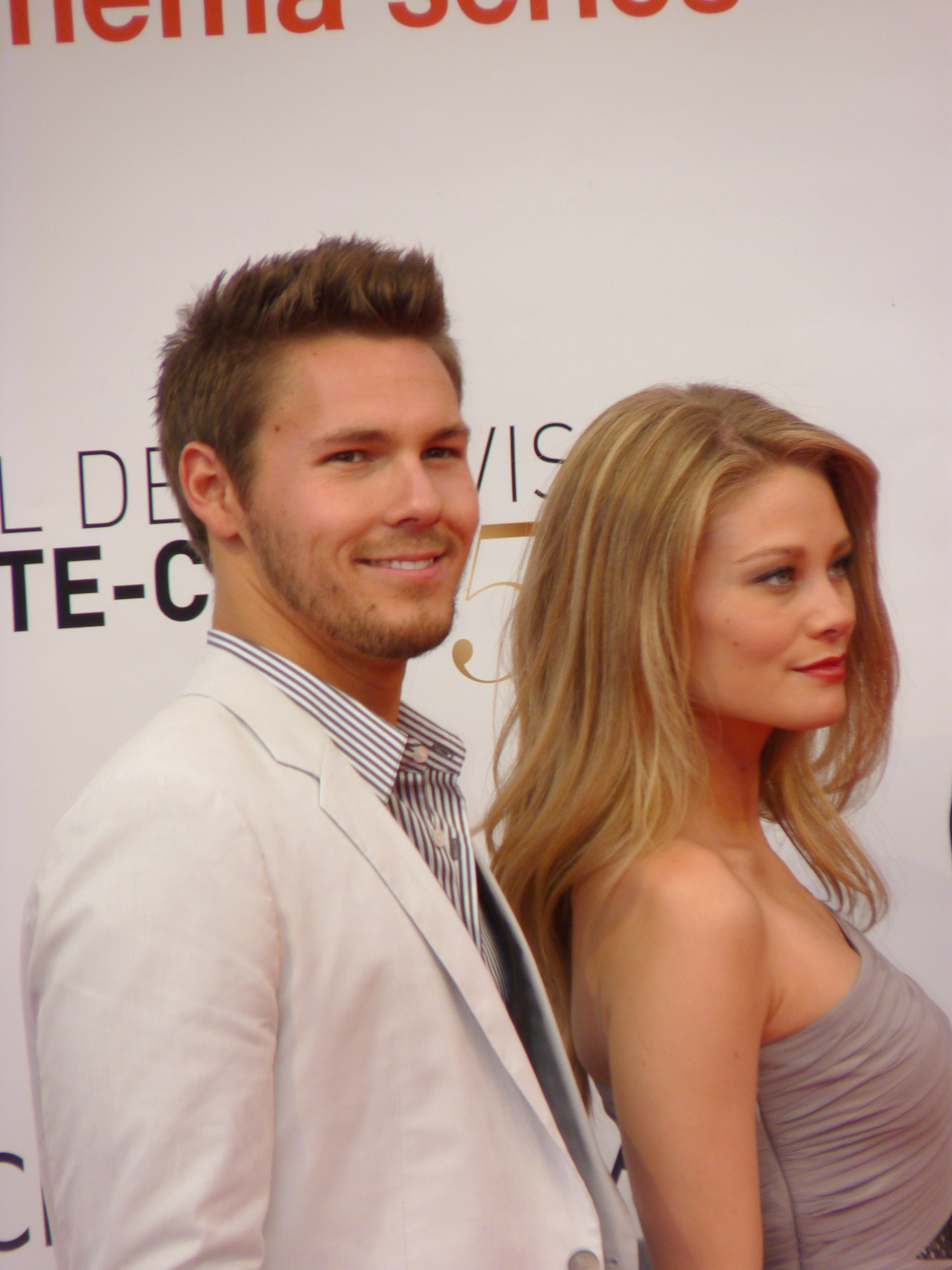

اسکات کلیفتون (انگلیسی: Scott Clifton؛ زادهٔ ۳۱ اکتبر ۱۹۸۴) یک هنرپیشه اهل ایالات متحده آمریکا است.

## گزیده فیلمشناسی
از فیلم‌ها یا برنامه‌های تلویزیونی که وی در آن نقش داشته‌است می‌توان به آثار زیر اشاره کرد.
- قاضی ایمی (۲۰۰۲)
- جسور و زیبا (تاکنون-۲۰۱۰)